# Малиновский скит
Малиновский скит — действующий женский монастырь Русской древлеправославной церкви, находящийся рядом с деревней Филипповское Нижегородской области. Впервые упоминается в документах 1788 года.

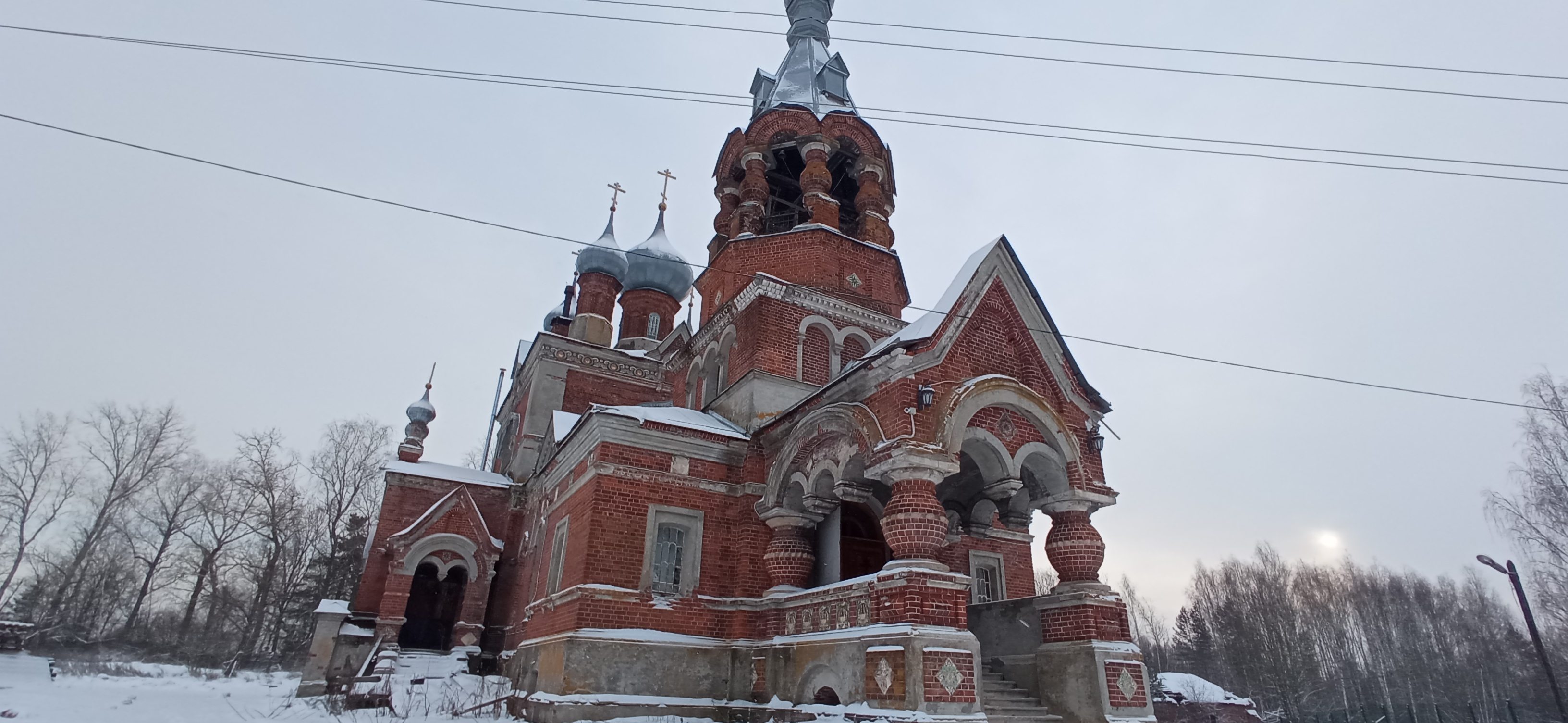
Храм Казанской иконы Божией Матери на территории скита

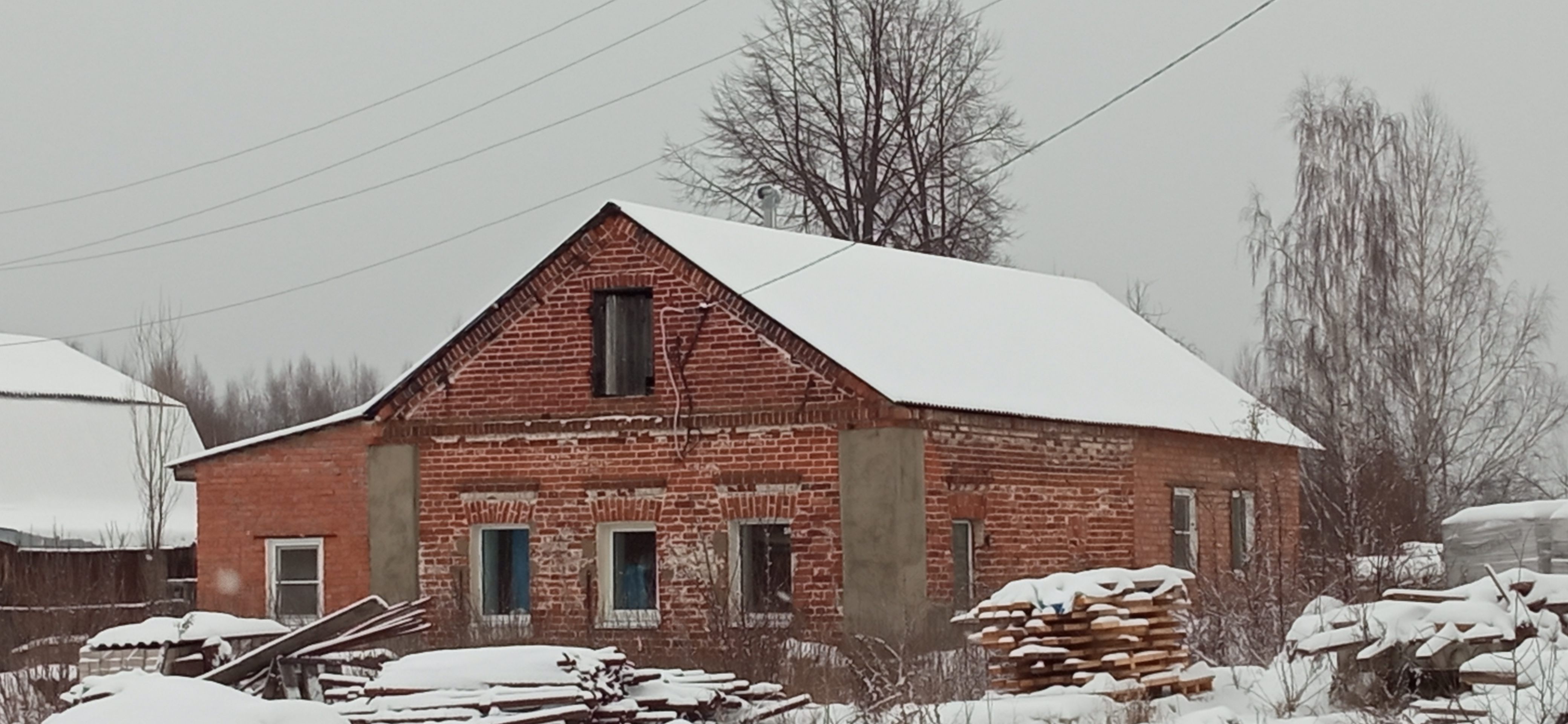
Дом епископа

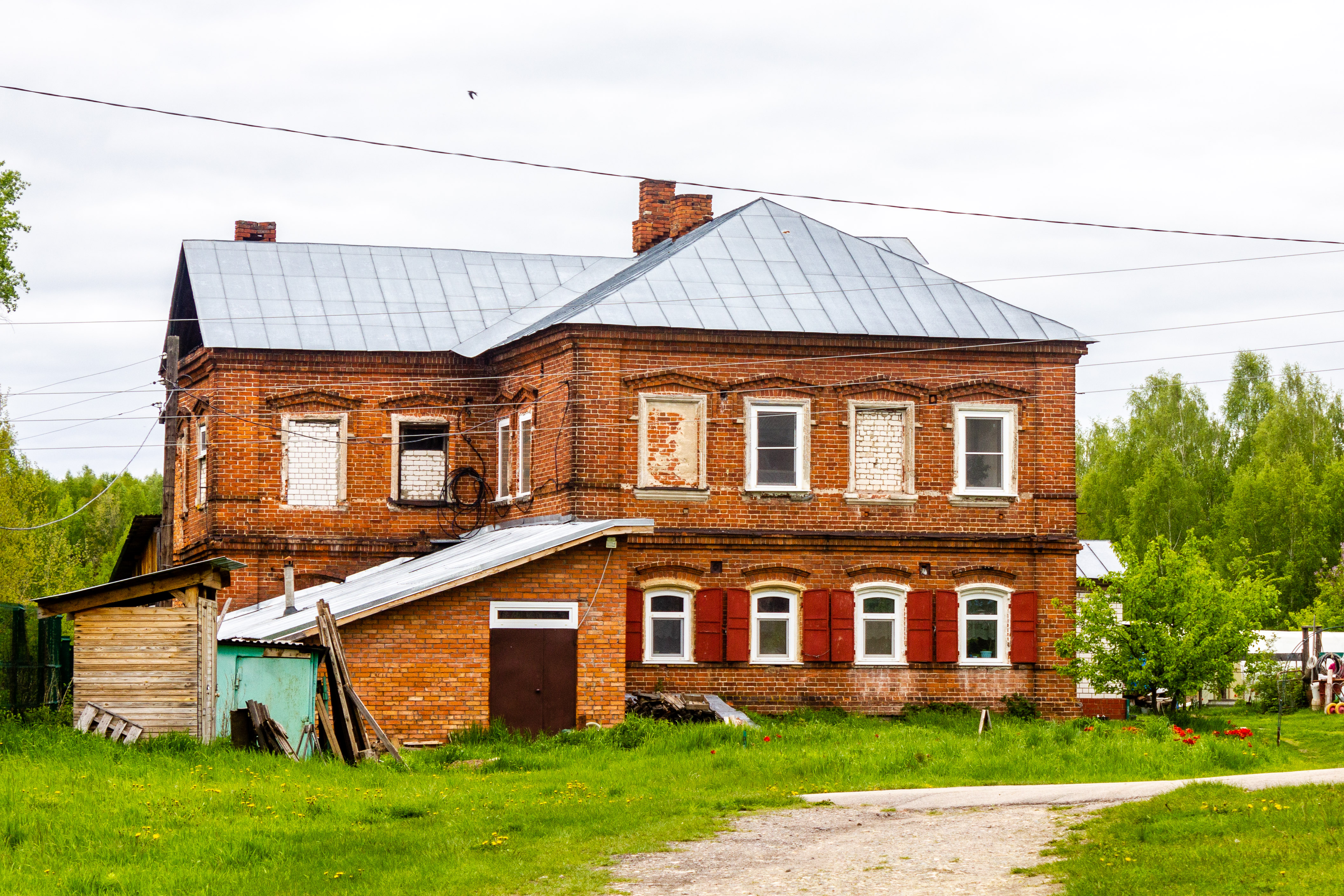
Дом, где живут монахини

## Название
Происхождение название подлинно неизвестно, но есть два варианта, почему скит назван Малиновским:
- вокруг скита были огромные заросли малины, поэтому его так и назвали;
- из-за «малинового звона» колоколов церкви, находящейся на территории скита. Это красивая версия, но с учётом того, что церковь была построена гораздо позже скита, ей не следует верить.

## История
Точный год создания скита неизвестен, вероятно, его основали старообрядцы беглопоповского согласия, поселившиеся в этих местах после церковной реформы. Первое упоминание Малиновского скита в документах датировано 1788 годом, но скорее всего он был построен раньше. Так, в 1721 году архиепископ Нижегородский Питирим издал указ об уничтожении всех старообрядческих керженских скитов и, вероятно, Малиновский скит был сожжён вместе с ними.
Позже скит был восстановлен, но при правлении Николая I опять начались гонения на старообрядцев, в том числе сокращение количества скитов. Однако Малиновский скит отстоял своё право на существование, выполнив все предписания царских властей. Не смотря на это, в 1853 году был издан указ о его ликвидации, однако из-за смерти императора через 2 года эти планы остались не реализованы.
В конце XIX века жизнь Малиновского скита возрождается на деньги купцов-старообрядцев Бугровых и Блиновых. Купец Н. А. Бугров вложил в скит много сил и средств. Именно он в 1908 году решает построить целый комплекс во главе с храмом, для чего был приглашен архитектор Вешняков Н. М. В 1909 году строительная комиссия Нижегородской губернии утвердила проект церкви, а уже в 1911 году строительство храма в честь Владимирской иконы Божией Матери было полностью завершено.
Монастырь был ликвидирован в 1925 году, постройки проданы отдельным частным лицам и учреждениям. Вскоре храм должны были оборудовать под клуб, но здание осталось пустующим и не было осквернено. Лишь церковный подвал стал использоваться как зернохранилище.
В 1993 году храм возвращён Русской древлеправославной церкви и переосвящён в честь Казанской иконы Божией Матери.

## Здания и сооружения
Малиновскому скиту принадлежит несколько гектаров земли, на которых расположены храм и три жилых дома.
Главным зданием является Казанская церковь — православный храм традиционного типа «корабль» с шатровой колокольней, построенные из красного кирпича.
Монахини проживают в бывшем молитвенном доме — двухэтажном кирпичном здании. Также в комплекс скита входят ещё один кирпичный дом (епископа), деревянный дом, кирпичная ограда с воротами и прочие хозяйственные постройки. 
На территории скита находится старообрядческое кладбище. На нём должен был быть похоронен Н. А. Бугров, но когда он умер, река Линда сильно разлилась и добраться до скита стало невозможным, поэтому похоронили его в Нижнем Новгороде. Но здесь можно найти могилы родственников Бугрова и другого известного купца-мецената — Блинова Ф. А.